# مرسدس یوپارت
مرسدس یوپارت (اسپانیایی: Mercedes Llopart‎) یک خواننده سوپرانو اپرا اهل اسپانیا بود.

## زندگی‌نامه
او کارش را در زادگاهش در سال ۱۹۱۵ آغاز کرد و پس از کناره‌گیری از فعالیت‌های حرفه‌ای‌اش، به تعلیمِ خوانندگی در ایتالیا روی آورد و مبدل به یکی از معلمان برجستهٔ آواز شد. برخی از شاگران مشهور او عبارتند از «آنا مافو»، «رناتا اِسکوتو»، «فیورنسا کوسوتو»، «النا سولیوتیس»، «روبن دومینگز»، «سسیلیا نونیز آلبانِس»، «آنا ماریا ایریارته»، «فرانسیسکو اُرتیز»، «آلفردو کرائوس»، «فرانسیسکو کرائوس تروخی‌یو» و «ایوو وینکو»